# شهباز خیل، پنجاب
شهباز خیل (به انگلیسی: Shahbaz Khel) یک شهرک در پاکستان است که در ناحیه بنو واقع شده‌است.